# Trochosippa eugeni
Trochosippa eugeni är en spindelart som först beskrevs av Roewer 1951.  Trochosippa eugeni ingår i släktet Trochosippa och familjen vargspindlar.
Artens utbredningsområde är Namibia. Inga underarter finns listade i Catalogue of Life.